# Jan Debeljak
Jan Debeljak (1988) è un ex sciatore alpino sloveno.

## Biografia
Attivo in gare FIS dal novembre del 2003, Debeljak in Coppa Europa esordì il 10 marzo 2006 a Kranjska Gora in slalom speciale (40º), ottenne il miglior piazzamento il 16 febbraio 2007 a Oberjoch nella medesima specialità (26º) e prese per l'ultima volta il via il 9 marzo 2010 a Kranjska Gora, sempre in slalom speciale, senza completare la prova. Si ritirò al termine della stagione 2009-2010 e la sua ultima gara fu uno slalom gigante FIS disputato il 3 aprile a Krvavec, chiuso da Debeljak al 30º posto; in carriera non debuttò in Coppa del Mondo né prese parte a rassegne olimpiche o iridate.

## Palmarès

### Coppa Europa
- Miglior piazzamento in classifica generale: 167º nel 2007

### Campionati sloveni
- 1 medaglie:
  - 1 bronzo (supercombinata nel 2009)